# 吹田市立南千里中学校
吹田市立南千里中学校（すいたしりつ みなみせんりちゅうがっこう）は、大阪府吹田市桃山台四丁目にある公立中学校。英語科と数学科で少人数授業を行っている。

## 沿革
1980年に吹田市立南千里中学校として現在地に開校した。校章が決定した同年6月11日を創立記念日として定めている。

従来、南千里中学校の校区は、吹田市立千里新田小学校と吹田市立桃山台小学校の２校で構成されていたが、2011年に、吹田市立竹見台中学校・吹田市立桃山台小学校・吹田市立千里たけみ小学校の３校の既存の施設をそのまま使用する施設分離型の小中一貫校「千里みらい夢学園」を発足させたことに伴い、吹田市立桃山台小学校は「千里みらい夢学園」を構成する1校として改編されることになった。
これに伴い、桃山台小学校卒業生は2011年度より吹田市立竹見台中学校へと進学先変更となり、南千里中学校へは千里新田小学校の卒業生のみが進学することとなった。なお、千里山竹園２丁目に住む吹田市立桃山台小学校生徒は中学校を選べることになっている。

### 年表
- 1980年4月1日 - 吹田市立南千里中学校として、現在地に開校。
- 1980年6月11日 - 校章決定（この日を創立記念日とする）。
- 1985年4月1日 - 養護学級開設。
- 1991年 - 大阪府教育委員会から、技術家庭科の研究校に指定される（1992年度まで）。
- 2011年 - 校区変更。従来の校区から吹田市立桃山台小学校校区を外す。

## 特徴
- 同校には２つの門が北側（以降、便宜上北門と呼ぶ）と南側（以降、便宜上南門と呼ぶ）があるが、大半の生徒は同校の南に位置する吹田市立千里新田小学校を卒業した生徒のため、北門を使う生徒は皆無に等しく、生徒たちは南側の門を利用している。
- 南門へ辿り着くには約７０メートル以上の巨大な坂（通称「地獄坂」）が立ちはだかっており、登校時に地獄坂に苦しむ生徒の姿を見ることができる。また、同坂は陸上部の練習にも使われる。
- 周辺にはマンションが林立しており、登校時間には南門の周辺に住んでいて、幼稚園児の親と思われる集団が若干南門前の坂付近の通学路を邪魔しており、生徒からは不満の声が聞こえる。

## 通学区域
- 吹田市立千里新田小学校の通学区域。

吹田市 千里山西6丁目の一部、千里山竹園1丁目の一部、千里山竹園2丁目の一部、春日の一部。

## 交通
- 北大阪急行線 桃山台駅 南へ約750m。
- 阪急千里線 南千里駅 南西へ約1km。

## 出身有名人
- 吉田宗弘 - サッカー選手
- 堀江翔太 - ラグビー日本代表